# 戚昕
戚昕（?—?），南朝将领，先仕后梁、后仕南陈。
585年（梁天保二十四年、隋开皇五年、陈至德三年），后梁大将军戚昕率舟师偷袭陈朝公安（今湖北公安县西北），不克而退。后梁被隋朝废除后，戚昕成为陈朝将军。588年（隋开皇八年、陈至德六年）狼尾滩之战时，戚昕率青龙战船百余艘、战士数千人堅守前方狼尾滩。隋行军元帅杨素令开府仪同三司王长袭率步兵由长江南岸攻击戚昕别队，击败戚昕所部。戚昕逃走，部属全部被俘。